# SC Cambuur in het seizoen 1967/68
Het seizoen 1967/1968 was het vierde jaar in het bestaan van de Leeuwardense betaaldvoetbalclub SC Cambuur. De club kwam uit in de Eerste divisie en eindigde daarin op de negende plaats. Tevens deed de club mee aan het toernooi om de KNVB beker, hierin werd het team in de groepsfase uitgeschakeld.

## Wedstrijdstatistieken

### Eerste divisie
|       | AZ '67 | Blauw-Wit | FC Den Bosch '67 | D.F.C. | Eindhoven | Elinkwijk | Haarlem | Heracles | Holland Sport | HVC   | RBC   | RCH   | SVV   | Velox | Vitesse | De Volewijckers | FC VVV | Willem II |
| ----- | ------ | --------- | ---------------- | ------ | --------- | --------- | ------- | -------- | ------------- | ----- | ----- | ----- | ----- | ----- | ------- | --------------- | ------ | --------- |
| Thuis | 1 – 1  | 1 – 2     | 0 – 0            | 1 – 0  | 3 – 0     | 2 – 1     | 0 – 0   | 0 – 0    | 1 – 1         | 0 – 1 | 8 – 1 | 3 – 2 | 4 – 2 | 2 – 1 | 1 – 1   | 0 – 2           | 1 – 0  | 1 – 2     |
| Uit   | 0 – 0  | 1 – 0     | 1 – 0            | 2 – 4  | 0 – 1     | 2 – 0     | 4 – 1   | 2 – 0    | 1 – 1         | 0 – 0 | 1 – 0 | 0 – 1 | 2 – 3 | 0 – 2 | 2 – 1   | 0 – 0           | 2 – 3  | 3 – 0     |

### KNVB beker
| Groepsfase                                         | SC Cambuur                         | 2 – 1 (1 – 0) | GVAV                                       |
| 31 december 1967 Plaats: Leeuwarden Cambuurstadion | Piet Kriesch 20' Henk de Groot 80' |               | 71' Martin Koeman                          |
| Groepsfase                                         | Heerenveen                         | 0 – 0         | SC Cambuur                                 |
| 10 maart 1968 Plaats: Heerenveen J.H. Kruisstraat  |                                    |               |                                            |
| Groepsfase                                         | SC Cambuur                         | 1 – 2 (0 – 1) | Veendam                                    |
| 24 maart 1968 Plaats: Leeuwarden Cambuurstadion    | Pier Alma 47'                      |               | 13' Piet van Dam 60' (pen.) Bennie Specken |

## Statistieken SC Cambuur 1967/1968

### Eindstand SC Cambuur in de Nederlandse Eerste divisie 1967 / 1968
| Stand | Gespeeld | Gewonnen | Gelijk | Verloren | Punten | Doelpunten voor | Doelpunten tegen |
| ----- | -------- | -------- | ------ | -------- | ------ | --------------- | ---------------- |
| 9e    | 36       | 14       | 10     | 12       | 38     | 46              | 40               |

### Topscorers
| #                    | Naam              | Goal |
| -------------------- | ----------------- | ---- |
| 1.                   | Dirk Roelfsema    | 10   |
| 1.                   | Henny Weering     | 10   |
| .                    | Piet Kriesch      | 6    |
| .                    | Pier Alma         | 4    |
| .                    | Henk de Groot     | 4    |
| .                    | Wim van der Heide | 4    |
| .                    | Henk Hartkamp     | 1    |
| .                    | Henny Hendriksen  | 1    |
| .                    | Rini Hendriksen   | 1    |
| .                    | Piet van der Lei  | 1    |
| .                    | Willem Spindelaar | 1    |
| Onbekende doelpunten |                   |      |
| –                    | Onbekend          | 3    |
| Totaal               | Totaal            | 46   |

| #      | Naam          | Goal |
| ------ | ------------- | ---- |
| 1.     | Pier Alma     | 1    |
| 1.     | Henk de Groot | 1    |
| 1.     | Piet Kriesch  | 1    |
| Totaal | Totaal        | 3    |

## Voetnoten
AZ '67 ·
Blauw-Wit ·
Cambuur ·
FC Den Bosch '67 ·
D.F.C. ·
Elinkwijk ·
Eindhoven ·
Haarlem ·
Heracles ·
Holland Sport ·
HVC ·
RBC ·
RCH ·
SVV ·
Velox ·
Vitesse ·
De Volewijckers ·
FC VVV ·
Willem II